# Pierre Frogier
Pierre Frogier (Nouméa, 16 de novembre del 1950) és un polític caldoche de Nova Caledònia. El seu pare era d'origen tahitià i un dels seus avis, Édouard Dalmayrac, fou alcalde de Nouméa el 1943-1947. El 1974 es llicencià en dret a Dijon, el 1976 fou substitut del procurador de la República al Tribunal de Nouméa. El 1988 deixà el càrrec per a dedicar-se als negocis immobiliaris.
Mentre fou estudiant a Dijon es va unir als Joves Republicans Independents (1969-1974) i quan tornà a Nova Caledònia amb Pierre Maresca fundà Generació Social i Liberal. El 1977 s'uní al Reagrupament per Caledònia dins la República de Jacques Lafleur i fou membre de l'Assemblea Territorial de Nova Caledònia. Formà part del govern presidit per Dick Ukeiwé (1984-1985) i de 1987 a 2001 fou escollit alcalde de Mont-Dore. També fou president provisional de la nova assemblea de la Província del Sud (1987-1988).
Després dels Acords de Matignon de 1988 fou escollit membre del Congrés de Nova Caledònia a les eleccions de 1989. Va revalidar el seu escó a les eleccions de 1995 i 1999. Durant aquest període fou president del Congrés de Nova Caledònia el 1995-1997 i president del govern de Nova Caledònia el 2001-2004. Després de la derrota del seu partit a les eleccions de 2004 Jacques Lafleur va dimitir i es va fer càrrec de Reagrupament-UMP, molt afeblit per l'escissió d'Avenir ensemble.
Aleshores decidí renovar les estructures del partit i mostrar una postura crítica amb l'Acord de Nouméa, alhora que mantingué un agre enfrontament amb els independentistes canacs en voler avençar el referèndum d'autodeterminació el 2008 i no el 2014 com s'havia acordat. A les eleccions provincials de 2009 va dirigir una coalició de forces lleialistes que el va dur a la presidència de la Província del Sud.